# 환형동물
환형동물(環形動物)은 환형동물문에 속하는 동물의 총칭이다. 환형동물의 몸은 가늘고 길며 좌우대칭을 이룬다. 머리 부분과 꼬리 부분을 제외하고는 일반적으로 같은 구조의 체절(환절)로 이루어져 있으며, 몸 표면은 키틴질의 엷은 막으로 싸여 있고, 섬모는 없다. 절지동물과 관계가 깊으나 분화 정도가 낮고, 발생과 몸의 구조는 연체동물과 가깝다. 대부분 바다·민물·육상의 흙 속에 살며, 전 세계에 약 9,200종 가량이 알려져 있다. 원시환충강 · 다모강 · 빈모강 · 거머리강 · 개불강 · 흡구충강의 6강으로 분류되는데, 그중 다모강의 종류가 가장 많아 환형동물의 대부분을 차지한다.